# Liophidium rhodogaster
Liophidium rhodogaster är en ormart som beskrevs av Schlegel 1837. Liophidium rhodogaster ingår i släktet Liophidium och familjen snokar. Inga underarter finns listade i Catalogue of Life.
Artens utbredningsområde är Madagaskar. Den lever på öns östra sida i fuktiga skogar. Honor lägger ägg.
Beståndet hotas av skogarnas omvandling till jordbruksmark. Hela populationen är däremot stor. IUCN kategoriserar arten globalt som livskraftig.